# Ludwik Kaszowski
Ludwik Kaszowski (ur. 14 sierpnia 1939 w Jaworznie, zm. 6 czerwca 2017 w Wieruszowie) – polski geograf, geomorfolog oraz duchowny katolicki, członek zakonu paulinów, doktor habilitowany, nauczyciel akademicki Uniwersytetu Jagiellońskiego.

## Życiorys
W 1972 uzyskał na Wydziale Biologii i Nauk o Ziemi Uniwersytetu Jagiellońskiego stopień naukowy doktora na podstawie rozprawy pt. Geomorfologiczna działalność Potoku Białego w Tatrach i został tam adiunktem. W 1985 na tym samym wydziale na podstawie dorobku naukowego oraz rozprawy pt. Rzeźba i modelowanie gór wysokich strefy suchej na przykładzie Hindukuszu Munjan uzyskał stopień doktora habilitowanego. Objął stanowisko docenta na tym wydziale. W latach 1994–1996 był dyrektorem Instytutu Geografii i Gospodarki Przestrzennej Uniwersytetu Jagiellońskiego.
Wstąpił do zakonu paulinów. W 2000 złożył profesję wieczystą, a w 2001 przyjął w klasztorze na Jasnej Górze święcenia kapłańskie. Pod koniec życia pełnił posługę duszpasterską w 
klasztorze paulinów w Wieruszowie. 8 czerwca 2017 został pochowany na cmentarzu w Wieruszowie.